# 2020 w lotach kosmicznych
Chronologiczna lista startów rakiet nośnych w 2020 roku, których celem było wprowadzenie ładunku na orbitę okołoziemską, w kierunku Księżyca lub na orbitę heliocentryczną.
Kolorem szarym zaznaczone są starty nieudane i częściowe niepowodzenia z powodu awarii rakiety nośnej.
Wszystkie daty podane są według czasu uniwersalnego (UTC).
Flagą oznaczono państwo właściciela rakiety nośnej. Dla rakiet europejskiej spółki Arianespace użyto oznaczenia , a dla rakiet spółek Arianespace / Starsem oznaczenia  . Dla rakiet spółki Rocket Lab startujących z Nowej Zelandii użyto oznaczenia  .
Jako miejsce startu podano nazwę kosmodromu i kompleksu startowego (LC – ang. launch complex)
W 2020 roku miało miejsce 114 prób startów rakiet nośnych na orbitę okołoziemską: 104 udane i 10 zakończone niepowodzeniem.
| Data i godzina startu          | Rakieta                | Miejsce startu                                   | Ładunek                                             | Uwagi |
| ------------------------------ | ---------------------- | ------------------------------------------------ | --------------------------------------------------- | --- |
| 7 stycznia 2020, 02:19:21      | Falcon 9 Block 5       | Cape Canaveral (SLC-40)                          | Starlink v1.0 L2                                    | 60 satelitów telekomunikacyjnych Starlink. |
| 7 stycznia 2020, 15:20:14      | Chang Zheng 3B/G2      | Xichang (LC-2)                                   | TJS 5                                               | Satelita rozpoznawczy (wczesnego ostrzegania?) na orbicie geostacjonarnej.                                                                                                |
| 15 stycznia 2020, 02:53:04     | Chang Zheng 2D         | Taiyuan (LC-9)                                   | 4 mikrosatelity                                     | Trzy satelity teledetekcyjne oraz satelita telekomunikacyjny. |
| 16 stycznia 2020, 03:02        | Kuaizhou-1A            | Jiuquan (SLS-E2)                                 | Yinhe 1                                             | Eksperymentalny (technologiczny) satelita telekomunikacyjny. |
| 16 stycznia 2020, 21:05        | Ariane 5ECA            | Kourou (ELA-3)                                   | Eutelsat Konnect, GSat 30                           | Dwa satelity telekomunikacyjne na orbicie geostacjonarnej. |
| 29 stycznia 2020, 14:06:49     | Falcon 9 Block 5       | Cape Canaveral (SLC-40)                          | Starlink v1.0 L3                                    | 60 satelitów telekomunikacyjnych Starlink. |
| 31 stycznia 2020, 02:56        | Electron               | Māhia (LC-1)                                     | USA 294                                             | Tajny satelita należący do NRO (misja NROL-151). |
| 6 lutego 2020, 21:42:41        | Sojuz 2.1b/Fregat      | Bajkonur (LC-31/6)                               | OneWeb L2                                           | 34 satelity telekomunikacyjne OneWeb. |
| 9 lutego 2020, 01:34           | H-IIA 202              | Tanegashima (YLP-1)                              | IGS Optical 7                                       | Satelita rozpoznania optycznego. |
| 9 lutego 2020, 15:45           | Simorgh                | Semnan (LP-2)                                    | Zafar 1                                             | Awaria rakiety nośnej. Ładunek nie osiągnął orbity. |
| 10 lutego 2020, 04:03:00       | Atlas V 411            | Cape Canaveral (SLC-41)                          | Solar Orbiter                                       | Sonda kosmiczna na orbicie heliocentrycznej. |
| 15 lutego 2020, 20:21:04       | Antares 230+           | Wallops (LA-0A)                                  | Cygnus NG-13                                        | Statek transportowy do Międzynarodowej Stacji Kosmicznej. |
| 17 lutego 2020, 15:05:55       | Falcon 9 Block 5       | Cape Canaveral (SLC-40)                          | Starlink v1.0 L4                                    | 60 satelitów telekomunikacyjnych Starlink. Nieudane lądowanie pierwszego stopnia rakiety.                                                                                 |
| 18 lutego 2020, 22:18          | Ariane 5ECA+           | Kourou (ELA-3)                                   | JCSAT 17, GEO-Kompsat 2B                            | Dwa satelity na orbicie geostacjonarnej: telekomunikacyjny i monitorujący środowisko oceanów.                                                                             |
| 19 lutego 2020, 21:07          | Chang Zheng 2D         | Xichang (LC-3)                                   | XJS C, D, E, F                                      | Cztery satelity technologiczne. |
| 20 lutego 2020, 08:24:54       | Sojuz 2.1a/Fregat      | Plesieck (LC-43/3)                               | Meridian-M No.19L                                   | Wojskowy satelita telekomunikacyjny. |
| 7 marca 2020, 04:50:31         | Falcon 9 Block 5       | Cape Canaveral (SLC-40)                          | SpaceX CRS-20                                       | Statek transportowy do Międzynarodowej Stacji Kosmicznej. |
| 9 marca 2020, 11:55            | Chang Zheng 3B/G2      | Xichang (LC-2)                                   | Beidou-3G2Q                                         | Satelita nawigacyjny na orbicie geostacjonarnej. |
| 16 marca 2020, 13:34           | Chang Zheng-7A         | Wenchang (LC-201)                                | XJY 6                                               | Pierwszy start nowej wersji rakiety nośnej. Awaria drugiego stopnia rakiety.                                                                                              |
| 16 marca 2020, 18:28           | Sojuz 2.1b/Fregat      | Plesieck (LC-43/4)                               | Kosmos 2545                                         | Satelita nawigacyjny GŁONASS-M (Uragan-M No. 760). |
| 18 marca 2020, 12:16:39        | Falcon 9 Block 5       | KSC (LC-39A)                                     | Starlink v1.0 L5                                    | 60 satelitów telekomunikacyjnych Starlink. Awaria jednego z silników podczas startu i nieudane lądowanie pierwszego stopnia rakiety. Satelity osiągnęły planowaną orbitę. |
| 21 marca 2020, 17:06:58        | Sojuz 2.1b/Fregat      | Bajkonur (LC-31/6)                               | OneWeb L3                                           | 34 satelity telekomunikacyjne OneWeb. |
| 24 marca 2020, 03:43:05        | Chang Zheng 2C         | Xichang (LC-3)                                   | Yaogan 30-06-01, 02, 03                             | Trzy satelity rozpoznania elektronicznego. |
| 26 marca, 20:18                | Atlas V 551            | Cape Canaveral (SLC-41)                          | AEHF-6, TDO 2                                       | Wojskowy satelita telekomunikacyjny na orbicie geostacjonarnej oraz optyczny cel kalibracyjny.                                                                            |
| 9 kwietnia 2020, 08:05:06      | Sojuz 2.1a             | Bajkonur (LC-31/6)                               | Sojuz MS-16                                         | Statek załogowy do Międzynarodowej Stacji Kosmicznej. |
| 9 kwietnia 2020, 11:46         | Chang Zheng-3B/G2      | Xichang (LC-2)                                   | Palapa-N1                                           | Awaria trzeciego stopnia rakiety nośnej. |
| 22 kwietnia 2020, 03:59        | Qased                  | Shahroud                                         | Noor 1                                              | Pierwszy start nowego typu rakiety nośnej. Satelita wojskowy. |
| 22 kwietnia 2020, 19:30:30     | Falcon 9 Block 5       | KSC (LC-39A)                                     | Starlink v1.0 L6                                    | 60 satelitów telekomunikacyjnych Starlink. |
| 25 kwietnia 2020, 01:51:41     | Sojuz 2.1a             | Bajkonur (LC-31/6)                               | Progress MS-14                                      | Statek transportowy do Międzynarodowej Stacji Kosmicznej. |
| 5 maja 2020, 10:00:27          | Chang Zheng 5B         | Wenchang (LC-101)                                | XZF-SC, RCS-FC-SC                                   | Pierwszy start nowej wersji rakiety nośnej. Prototyp nowego statku kosmicznego oraz demonstrator nadmuchiwanej osłony termicznej.                                         |
| 12 maja 2020, 01:16            | Kuaizhou-1A            | Jiuquan (SLS-E2)                                 | Xingyun-2 01, 02                                    | Dwa satelity telekomunikacyjne. |
| 17 maja 2020, 13:14:00         | Atlas V 501            | Cape Canaveral (SLC-41)                          | X-37B OTV-6                                         | Wojskowy wahadłowiec kosmiczny. |
| 20 maja 2020, 17:31:00         | H-IIB                  | Tanegashima (YLP-2)                              | HTV-9 (Kounotori 9)                                 | Ostatni start rakiety H-IIB. Statek transportowy do Międzynarodowej Stacji Kosmicznej.                                                                                    |
| 22 maja 2020, 07:31:17         | Sojuz 2.1b/Fregat      | Plesieck (LC-43/4)                               | Коsmos 2546                                         | Satelita rozpoznawczy wczesnego ostrzegania JKS No.4 (Tundra No.4). |
| 25 maja 2020, 19:50            | LauncherOne            | Mojave Air and Spaceport (Boeing 747-400 N744VG) | symulator masy (Starshine 4)                        | Pierwsza próba startu nowego typu rakiety wynoszonej przez samolot. Niepowodzenie.                                                                                        |
| 29 maja 2020, 20:13:33         | Chang Zheng 11         | Xichang (LC-4)                                   | XJS G, H                                            | Dwa satelity technologiczne. |
| 30 maja 2020, 19:22:45         | Falcon 9 Block 5       | KSC (LC-39A)                                     | SpaceX Demo-2                                       | Statek załogowy do Międzynarodowej Stacji Kosmicznej. |
| 31 maja 2020, 08:53            | Chang Zheng 2D         | Jiuquan (LC43/94)                                | Gaofen 9-02, HEAD 4                                 | Satelita teledetekcyjny i telekomunikacyjny. |
| 4 czerwca 2020, 01:25:33       | Falcon 9 Block 5       | Cape Canaveral (SLC-40)                          | Starlink v1.0 L7                                    | 60 satelitów telekomunikacyjnych Starlink. |
| 10 czerwca 2020, 18:31:24      | Chang Zheng 2C         | Taiyuan (LC-9)                                   | HY 1D                                               | Satelita oceanograficzny. |
| 13 czerwca 2020, 05:12         | Electron               | Māhia (LC-1)                                     | 5 satelitów                                         | Pięć mikrosatelitów, w tym trzy tajne należące do NRO. |
| 13 czerwca 2020, 09:21:18      | Falcon 9 Block 5       | Cape Canaveral (SLC-40)                          | Starlink v1.0 L8, SkySat 16, 17, 18                 | 58 satelitów telekomunikacyjnych Starlink i trzy satelity teledetekcyjne.                                                                                                 |
| 17 czerwca 2020, 07:19:04      | Chang Zheng 2D         | Jiuquan (LC43/94)                                | Gaofen 9-03, Pixing 3A, HEAD 5                      | Satelita teledetekcyjny, technologiczny i telekomunikacyjny. |
| 23 czerwca 2020, 01:43:04      | Chang Zheng 3B/G2      | Xichang (LC-2)                                   | Beidou-3G3Q                                         | Satelita nawigacyjny na orbicie geostacjonarnej. |
| 30 czerwca 2020, 20:10:46      | Falcon 9 Block 5       | Cape Canaveral (SLC-40)                          | GPS 3 SV03                                          | Satelita nawigacyjny. |
| 3 lipca 2020, 03:10            | Chang Zheng 4B         | Taiyuan (LC-9)                                   | Gaofen 5-02, Xibaipo                                | Satelita teledetekcyjny i mikrosatelita. |
| 4 lipca 2020, 21:19:36         | Electron               | Māhia (LC-1)                                     | CE-SAT-1B, Faraday 1, Flock 4e-1,...,4e-5           | Awaria drugiego stopnia rakiety nośnej. |
| 4 lipca 2020, 23:44:04         | Chang Zheng 2D         | Jiuquan                                          | Shiyan-6-02                                         | Satelita technologiczny. |
| 6 lipca 2020, 01:00            | Shavit-2               | Palmachim                                        | Ofeq 16                                             | Satelita rozpoznania optycznego. |
| 9 lipca 2020, 12:11:04         | Chang Zheng-3B/G2      | Xichang (LC-3)                                   | APStar-6D                                           | Satelita telekomunikacyjny na orbicie geostacjonarnej. |
| 10 lipca 2020, 04:17           | Kuaizhou-11            | Jiuquan                                          | Jilin-1 Gaofen-02E, CentiSpace-1 S2                 | Pierwszy start nowej wersji rakiety nośnej. Niepowodzenie. |
| 15 lipca 2020, 13:46:00        | Minotaur IV            | Wallops (LP-0B)                                  | USA-305,306, 307, 308                               | Cztery tajne satelity należące do NRO (misja NROL-129). |
| 19 lipca 2020, 21:58:14        | H-IIA 202              | Tanegashima (YLP-1)                              | Al Amal                                             | Sonda międzyplanetarna. |
| 20 lipca 2020, 21:30           | Falcon 9 Block 5       | Cape Canaveral (SLC-40)                          | ANASIS 2                                            | Wojskowy satelita telekomunikacyjny na orbicie geostacjonarnej. |
| 23 lipca 2020, 04:41           | Chang Zheng 5          | Wenchang (LC-101)                                | Tianwen-1                                           | Sonda międzyplanetarna. |
| 23 lipca 2020, 14:26:22        | Sojuz 2.1a             | Bajkonur (LC-31/6)                               | Progress MS-15                                      | Statek transportowy do Międzynarodowej Stacji Kosmicznej. |
| 25 lipca 2020, 03:13           | Chang Zheng 4B         | Taiyuan (LC-9)                                   | Ziyuan 3-03, Tianqi 10, Longxia yan 1               | Satelita teledetekcyjny oraz dwa mikrosatelity: telekomunikacyjny i astronomiczny.                                                                                        |
| 30 lipca 2020, 11:50           | Atlas V 541            | Cape Canaveral (SLC-41)                          | Mars 2020                                           | Sonda międzyplanetarna. |
| 30 lipca 2020, 21:25:19        | Proton-M/Briz-M        | Bajkonur (LC-200/39)                             | Ekspress-80, Ekspress-103                           | Dwa satelity telekomunikacyjne na orbicie geostacjonarnej. |
| 6 sierpnia 2020, 04:01:54      | Chang Zheng 2D         | Jiuquan (LC43/94)                                | Gaofen 9-04, Tsinghua Kexue Weixing                 | Satelita teledetekcyjny i satelita naukowy. |
| 7 sierpnia, 05:12:05           | Falcon 9 Block 5       | KSC (LC-39A)                                     | Starlink v1.0 L9, BlackSky Global 7, 8              | 57 satelitów telekomunikacyjnych Starlink i dwa satelity teledetekcyjne.                                                                                                  |
| 15 sierpnia 2020, 22:04        | Ariane 5ECA+           | Kourou (ELA-3)                                   | Galaxy 30, BSAT-4b, MEV-2                           | Dwa satelity telekomunikacyjne i satelita serwisowy na orbicie geostacjonarnej.                                                                                           |
| 18 sierpnia 2020, 14:31:16     | Falcon 9 Block 5       | Cape Canaveral (SLC-40)                          | Starlink v1.0 L10, SkySat 19, 20, 21                | 58 satelitów telekomunikacyjnych Starlink i trzy satelity teledetekcyjne.                                                                                                 |
| 23 sierpnia 2020, 02:27:04     | Chang Zheng 2D         | Jiuquan (LC43/94)                                | Gaofen 9-05, Tiantuo-5, Duo gongneng shiyan weixing | Satelita teledetekcyjny i dwa mkrosatelity. |
| 30 sierpnia 2020, 23:18:56     | Falcon 9 Block 5       | Cape Canaveral (SLC-40)                          | SAOCOM-1B, GNOMES-1, Tyvak-0172                     | Satelita radarowy i dwa mikrosatelity. |
| 31 sierpnia 2020, 03:05:47     | Electron               | Māhia (LC-1)                                     | Sequoia, First Light                                | Satelita radarowy i satelita technologiczny. |
| 3 września 2020, 01:51:10      | Vega                   | Kourou (ELV)                                     | 65 satelitów                                        | 65 mikrosatelitów. |
| 3 września 2020, 12:46:14      | Falcon 9 Block 5       | KSC (LC-39A)                                     | Starlink v1.0 L11                                   | 60 satelitów telekomunikacyjnych Starlink. |
| 4 września 2020, 07:30         | Chang Zheng-2F/T       | Jiuquan (LC43/91)                                | Kechongfushiyong Shiyan Hangtianqi                  | Tajny ładunek, prawdopodobnie eksperymentalny samolot kosmiczny. |
| 7 września 2020, 05:57:04      | Chang Zheng 4B         | Taiyuan (LC-9)                                   | Gaofen 11-02                                        | Satelita teledetekcyjny. |
| 12 września 2020, 03:19        | Astra Rocket 3.1       | Kodiak (LP-3B)                                   | bez ładunku                                         | Pierwszy start nowego typu rakiety nośnej. Awaria pierwszego stopnia rakiety.                                                                                             |
| 12 września 2020, 05:02        | Kuaizhou-1A            | Jiuquan (SLS-E2)                                 | Jilin-1 Gaofen-02C                                  | Awaria rakiety nośnej. |
| 15 września 2020, 01:23:33     | Chang Zheng 11H        | Morze Żółte (Debo 3)                             | 9 satelitów                                         | Start z barki morskiej. Dziewięć satelitów teledetekcyjnych. |
| 21 września 2020, 05:40:04     | Chang Zheng 4B         | Jiuquan (LC-43/94)                               | Haiyang-2C                                          | Satelita oceanograficzny. |
| 27 września 2020, 03:23:04     | Chang Zheng 4B         | Taiyuan (LC-9)                                   | HJ-2A, HJ-2B                                        | Dwa satelity teledetekcyjne. |
| 28 września 2020, 11:20:32     | Sojuz 2.1b/Fregat      | Plesieck (LC-43/4)                               | 22 satelity                                         | Trzy satelity telekomunikacyjne Goniec-M i 19 mikrosatelitów. |
| 3 października 2020, 01:16:14  | Antares 230+           | Wallops (LA-0A)                                  | Cygnus NG-14                                        | Statek transportowy do Międzynarodowej Stacji Kosmicznej |
| 6 października 2020, 11:29:34  | Falcon 9 Block 5       | KSC (LC-39A)                                     | Starlink v1.0 L12                                   | 60 satelitów telekomunikacyjnych Starlink. |
| 11 października 2020, 16:57:04 | Chang Zheng 3B/G3      | Xichang (LC-2)                                   | Gaofen 13                                           | Satelita teledetekcyjny na orbicie geostacjonarnej. |
| 14 października 2020, 05:45:04 | Sojuz 2.1a             | Bajkonur (LC-31/6)                               | Sojuz MS-17                                         | Statek załogowy do Międzynarodowej Stacji Kosmicznej. |
| 18 października 2020, 12:25:57 | Falcon 9 Block 5       | KSC (LC-39A)                                     | Starlink v1.0 L13                                   | 60 satelitów telekomunikacyjnych Starlink. |
| 24 października 2020, 15:31:34 | Falcon 9 Block 5       | Cape Canaveral (SLC-40)                          | Starlink v1.0 L14                                   | 60 satelitów telekomunikacyjnych Starlink. |
| 25 października 2020, 19:08:42 | Sojuz 2.1b/Fregat      | Plesieck (LC-43/3)                               | Kosmos 2547                                         | Satelita nawigacyjny Uragan-K No. 3 (GŁONASS-K 15Ł). |
| 26 października 2020, 15:19    | Chang Zheng 2C         | Xichang (LC-3)                                   | Yaogan 30-07-01, 02, 03, Tianqi 6                   | Trzy satelity rozpoznania elektronicznego oraz satelita telekomunikacyjny.                                                                                                |
| 28 października 2020, 21:21:27 | Electron               | Māhia (LC-1)                                     | CE-SAT-IIB, Flock-4e' 1, ..., 9                     | 10 satelitów teledetekcyjnych. |
| 5 listopada 2020, 23:24:23     | Falcon 9 Block 5       | Cape Canaveral (SLC-40)                          | GPS 3 SV04                                          | Satelita nawigacyjny. |
| 6 listopada 2020, 03:18:50     | Chang Zheng 6          | Taiyuan (LC-16)                                  | 13 satelitów                                        | 10 satelitów teledetekcyjnych ÑuSat i trzy mikrosatelity. |
| 7 listopada 2020, 07:12        | Gushenxing-1 (Ceres-1) | Jiuquan                                          | Tianqi 11                                           | Pierwszy start nowego typu rakiety nośnej. Satelita telekomunikacyjny. |
| 7 listopada 2020, 09:42        | PSLV-DL                | Satish Dhawan (SLP)                              | 10 satelitów                                        | Satelita radarowy i dziewięć mikrosatelitów. |
| 12 listopada 2020, 15:59:04    | Chang Zheng 3B/G3      | Xichang (LC-2)                                   | Tiantong-1 02                                       | Satelita telekomunikacyjny na orbicie geostacjonarnej. |
| 13 listopada 2020, 22:32       | Atlas V 531            | Cape Canaveral (SLC-41)                          | USA 310                                             | Tajny satelita należący do NRO (misja NROL-101). |
| 16 listopada 2020, 00:27:17    | Falcon 9 Block 5       | KSC (LC-39A)                                     | SpaceX Crew-1                                       | Statek załogowy do Międzynarodowej Stacji Kosmicznej. |
| 17 listopada 2020, 01:52:20    | Vega                   | Kourou (ELV)                                     | SEOSAT-Ingenio, TARANIS                             | Awaria czwartego stopnia rakiety nośnej. |
| 20 listopada 2020, 02:20:01    | Electron               | Māhia (LC-1)                                     | 30 mikrosatelitów                                   | 31 ładunków: 30 mikrosatelitów i symulator masy. Pierwsza próba wodowania z użyciem spadochronów pierwszego stopnia rakiety Electron.                                     |
| 21 listopada 2020, 17:17:08    | Falcon 9 Block 5       | Vandenberg (SLC-4E)                              | Sentinel-6 Michael Freilich                         | Satelita oceanograficzny. |
| 23 listopada 2020, 20:30:21    | Chang Zheng 5          | Wenchang (LC-101)                                | Chang’e 5                                           | Sonda księżycowa. |
| 25 listopada 2020, 02:13:12    | Falcon 9 Block 5       | Cape Canaveral (SLC-40)                          | Starlink v1.0 L15                                   | 60 satelitów telekomunikacyjnych Starlink. |
| 29 listopada 2020, 07:25       | H-IIA 202              | Tanegashima (YLP-1)                              | JDRS 1                                              | Satelita przekaźnikowy na orbicie geostacjonarnej do łączności z innymi satelitami.                                                                                       |
| 2 grudnia 2020, 01:33:28       | Sojuz-ST-A/Fregat-M    | Kourou (ELS)                                     | Falcon Eye 2                                        | Satelita rozpoznania optycznego. |
| 3 grudnia 2020, 01:14:36       | Sojuz 2.1b/Fregat      | Plesieck (LC-43/3)                               | Goniec-M 30, 31, 32, Kosmos 2548                    | Trzy satelity telekomunikacyjne i mikrosatelita. |
| 6 grudnia 2020, 03:58:14       | Chang Zheng 3B/G5      | Xichang (LC-3)                                   | Gaofen 14                                           | Satelita teledetekcyjny. |
| 6 grudnia 2020, 16:17:08       | Falcon 9 Block 5       | KSC (LC-39A)                                     | SpaceX CRS-21                                       | Statek transportowy do Międzynarodowej Stacji Kosmicznej. |
| 9 grudnia 2020, 20:14:43       | Chang Zheng 11         | Xichang (LC-4)                                   | GECAM A, GECAM B                                    | Dwa satelity astronomiczne. |
| 11 grudnia 2020, 01:09         | Delta IV Heavy         | Cape Canaveral (SLC-37B)                         | USA 311 (Orion 10)?                                 | Satelita rozpoznania elektronicznego na orbicie geostacjonarnej (misja NROL-44).                                                                                          |
| 13 grudnia 2020, 17:30         | Falcon 9 Block 5       | Cape Canaveral (SLC-40)                          | SXM 7                                               | Satelita telekomunikacyjny na orbicie geostacjonarnej. |
| 14 grudnia 2020, 05:50:00      | Angara-A5/Briz-M       | Plesieck (LC-35/1)                               | symulator masy (IPM-2)                              | Próbny start rakiety nośnej na orbitę powyżej geostacjonarnej. |
| 15 grudnia 2020, 10:09         | Electron               | Māhia (LC-1A)                                    | StriX α                                             | Satelita radarowy. |
| 15 grudnia 2020, 20:55         | Astra Rocket 3.2       | Kodiak (LP-3B)                                   | bez ładunku                                         | Niepowodzenie. Rakieta nie osiągnęła prędkości orbitalnej. |
| 17 grudnia 2020, 10:11         | PSLV-XL                | Satish Dhawan (SLP)                              | CMS 01                                              | Satelita telekomunikacyjny na orbicie geostacjonarnej. |
| 18 grudnia 2020, 12:26:26      | Sojuz-2.1b/Fregat      | Wostocznyj (LC-1S)                               | OneWeb L4                                           | 36 satelitów telekomunikacyjnych OneWeb. |
| 19 grudnia 2020, 14:00         | Falcon 9 Block 5       | KSC (LC-39A)                                     | USA 312, USA 313                                    | Tajne satelity należące do NRO (misja NROL-108). |
| 22 grudnia 2020, 04:37:37      | Chang Zheng 8          | Wenchang (LC-201)                                | 5 satelitów                                         | Pierwszy start nowego typu rakiety nośnej. Satelita technologiczny (radarowy?), satelita radarowy i trzy mikrosatelity.                                                   |
| 27 grudnia 2020, 15:44         | Chang Zheng 4C         | Jiuquan (LC43/94)                                | Yaogan 33, Weina 2                                  | Satelita teledetekcyjny (radarowy?) i mikrosatelita technologiczny. |
| 29 grudnia 2020, 16:42:07      | Sojuz-ST-A/Fregat-M    | Kourou (ELS)                                     | CSO-2                                               | Satelita rozpoznania optycznego. |

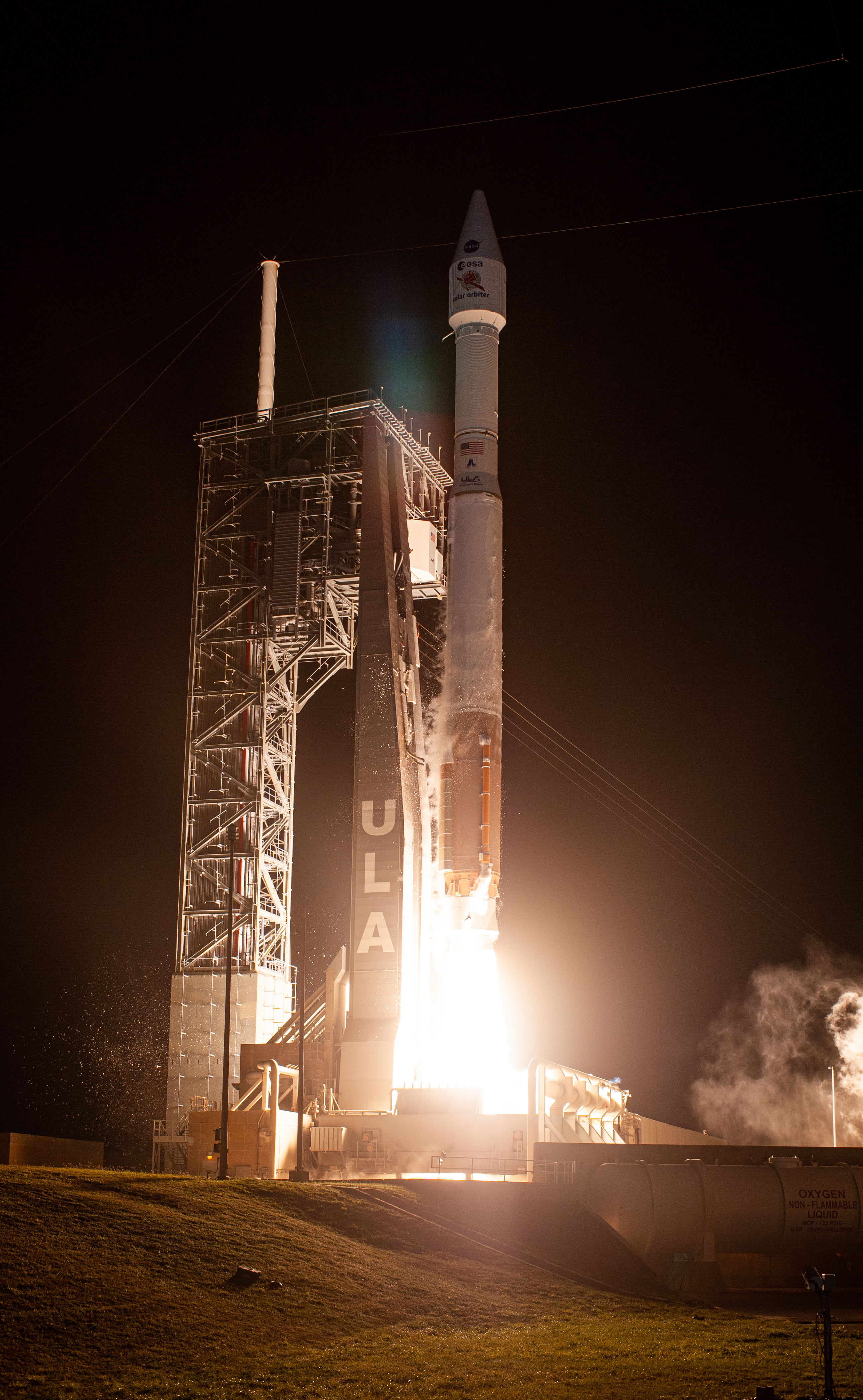
Atlas V 411 z sondą Solar Orbiter
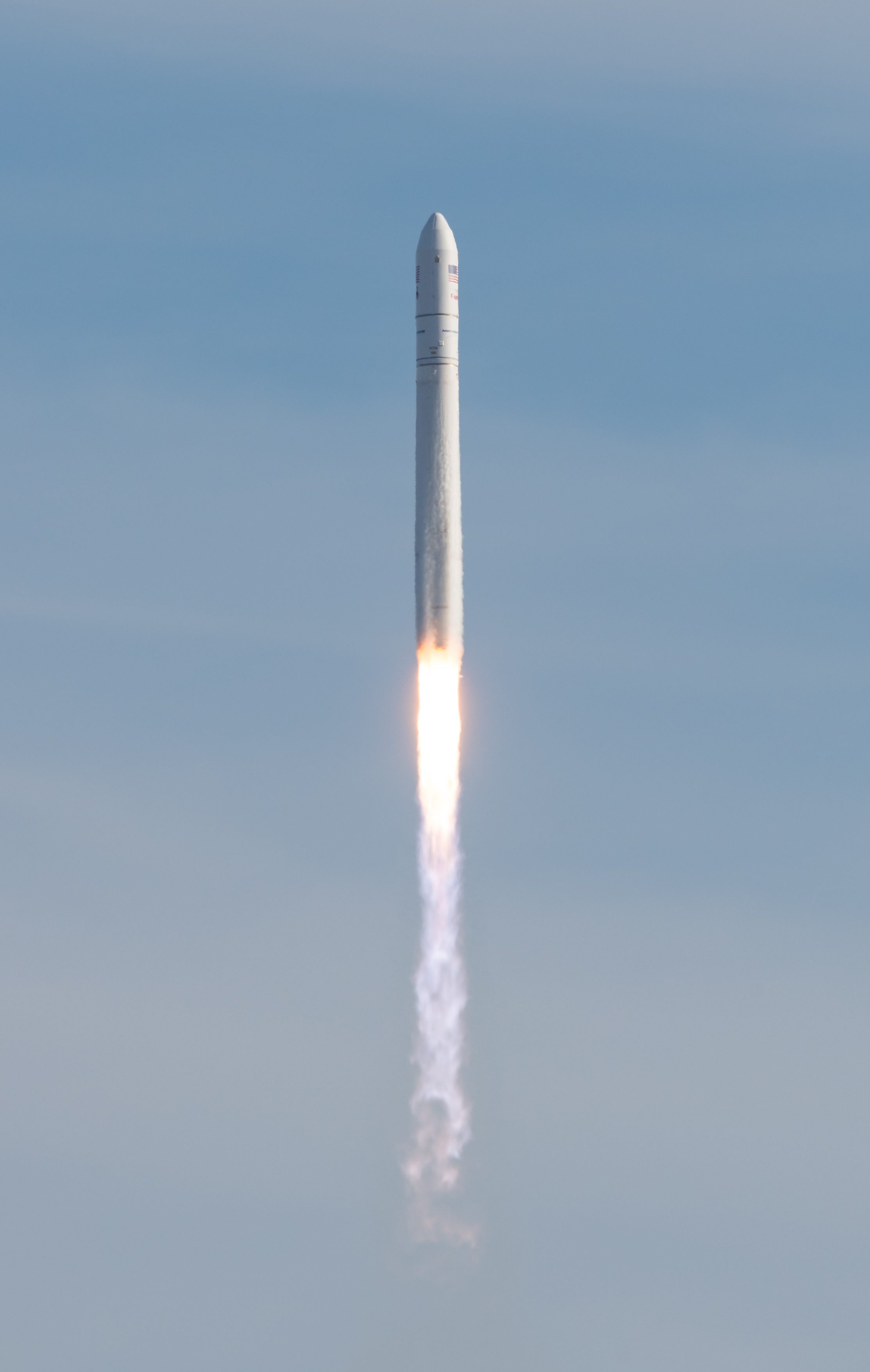
Antares 230+ ze statkiem Cygnus NG-13
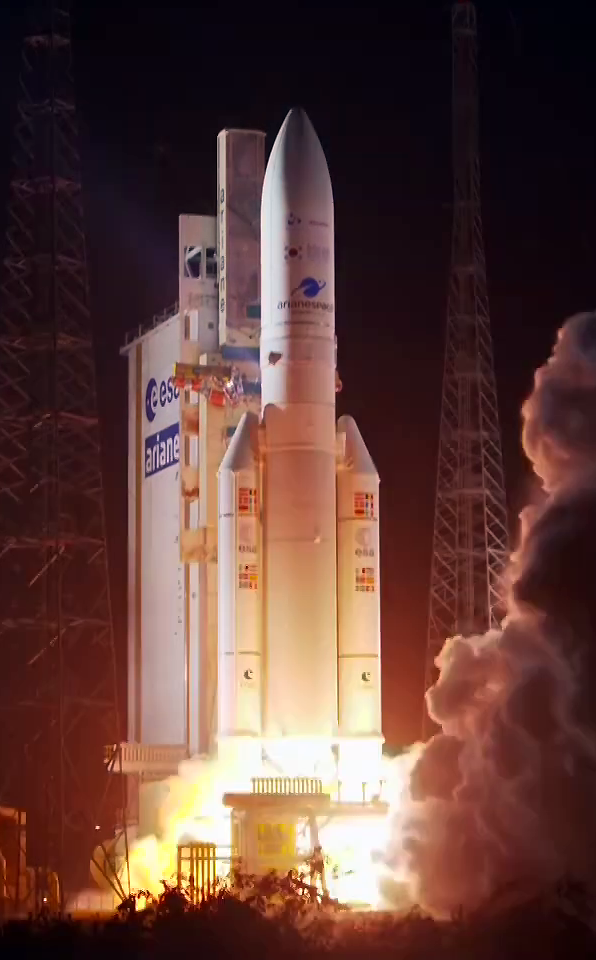
Ariane 5ECA+ z satelitami JCSAT 17 i GEO-Kompsat 2B
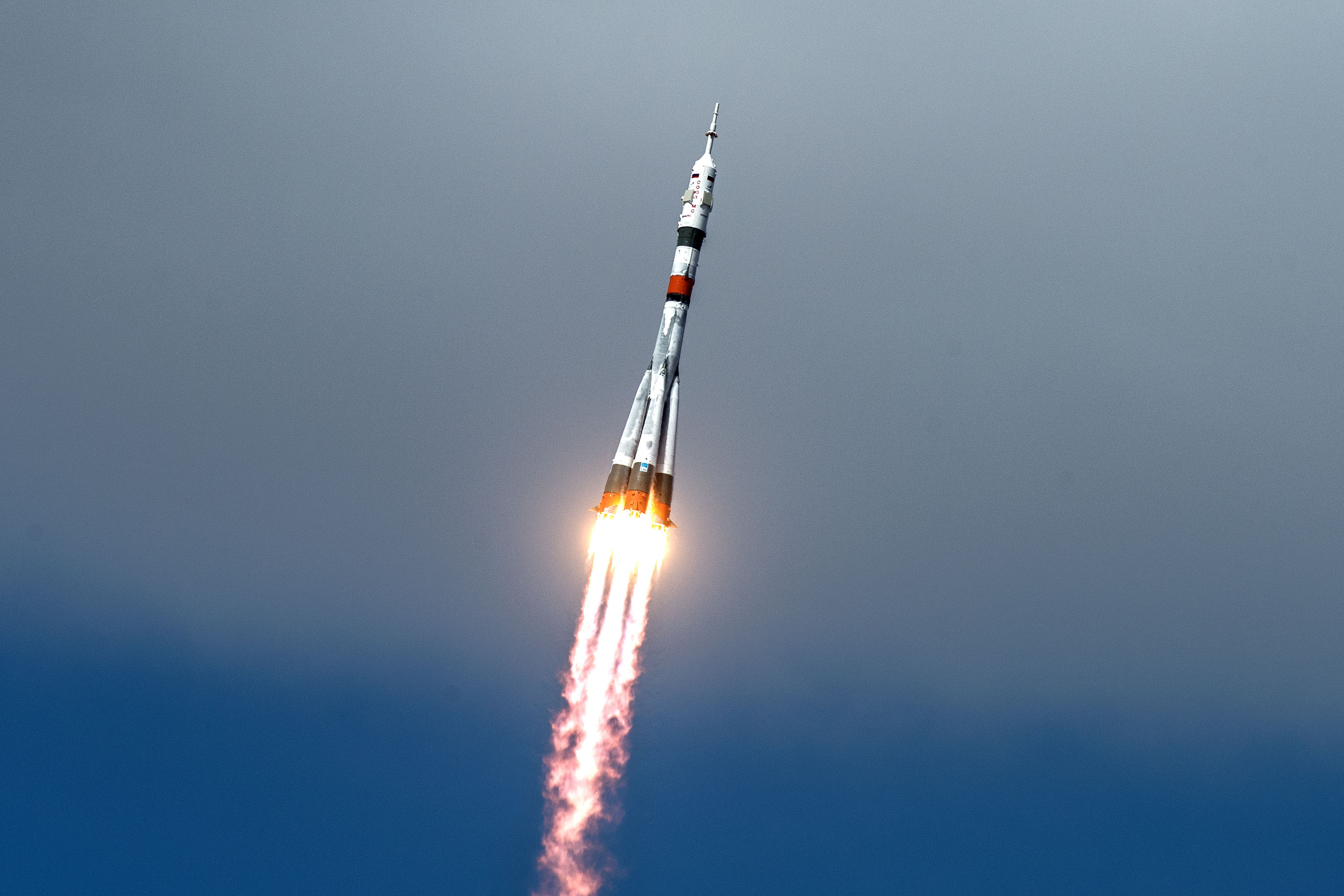
Sojuz 2.1a ze statkiem Sojuz MS-16
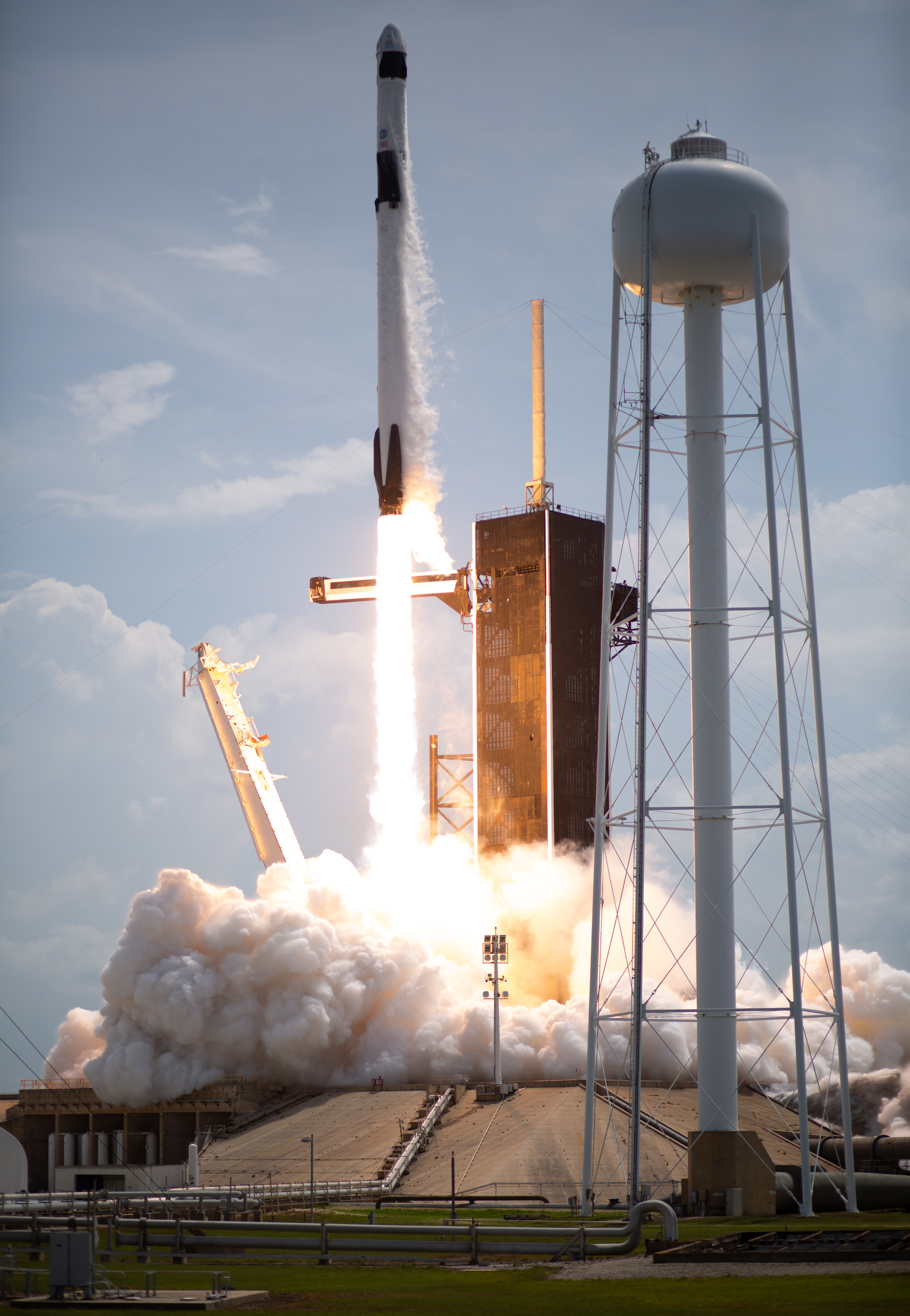
Falcon 9 z misją SpaceX Demo-2
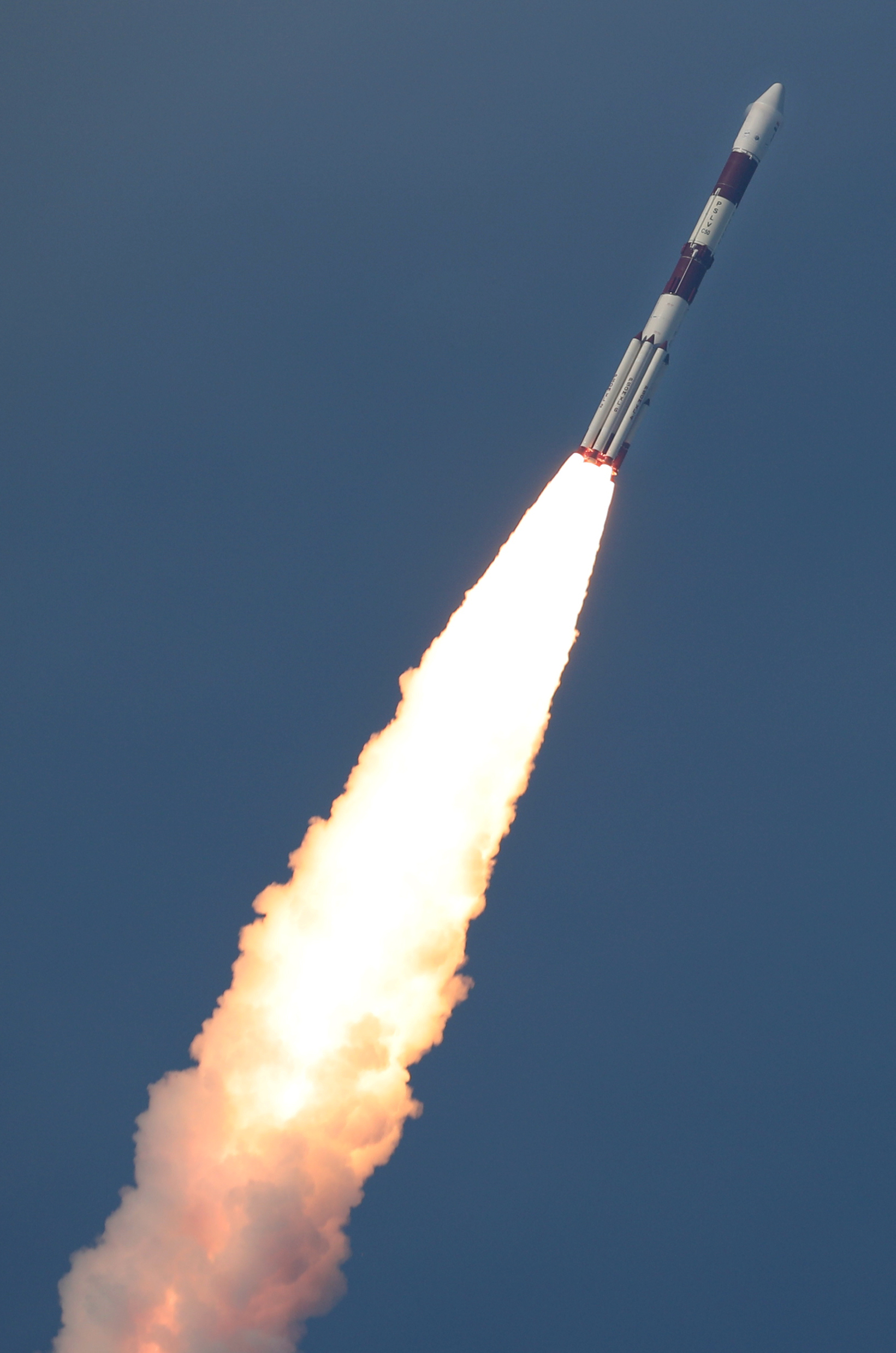
PSLV-XL z satelitą CMS 01